# Volere è potere
Volere è potere è un libro didascalico pubblicato nel 1869 da Michele Lessona, sul modello dell'opera Self-help dello scrittore britannico Samuel Smiles tradotta in italiano nel 1865 con titolo Chi si aiuta Dio l'aiuta.

## L'opera di Smiles
L'opera di Smiles non era altro che la raccolta dei testi di una serie di conferenze che l'autore aveva tenuto a un gruppo di giovani inglesi di umili origini per spingerli a migliorare la propria posizione sociale. La tesi dominante era dimostrare che la forza di volontà era in grado vincere ogni ostacolo e pertanto un uomo volenteroso era in grado sollevarsi dall'oscurità e dalla miseria alla fama e alla ricchezza. Il testo ebbe un successo travolgente anche in Italia: ne vennero vendute ben 150 000 copie in pochi mesi e lo stesso presidente del consiglio Luigi Federico Menabrea diede disposizione perché fosse fatta un'opera analoga con esempi di italiani di successo; Menabrea inviò addirittura una circolare ai diplomatici italiani perché raccogliessero notizie su italiani "che onestamente arricchirono, accennando segnatamente agli ostacoli della loro prima vita". L'editore Gaspero Barbèra si rivolse a Michele Lessona, un noto zoologo dell'Università di Torino che aveva dimostrato non comuni doti di divulgatore scientifico, il quale accettò per lo stesso spirito del Mazzini nei "Doveri dell'uomo".

## Struttura dell'opera
L'opera è divisa in quattordici capitoli, il primo di introduzione e i successivi tredici dedicati a grandi città, generalmente le capitali degli stati italiani preunitari, da Sud a Nord. Si noti che nel 1869 Roma apparteneva ancora allo Stato Pontificio, mentre il Canton Ticino apparteneva, allora come oggi, alla Svizzera:
- I. - L'uomo e la terra. La geografia fisica dell'Italia. L'Italia antica e l'Italia moderna. La carta geografica della ignoranza. L'ignoranza delle donne. Un altro genere d'ignoranza. Letteratura. Il lavoro. L'impiegomania. Il disprezzo delle ricchezze. Governati e Governo. Il còmpito d'oggi.
- II. - Palermo. Il linguaggio delle querce. Viaggi degli Italiani e viaggi dei Tedeschi. Una notte in mare. Palermo. La Conca d'oro. La Costituzione Siciliana. Gli Impiegati in Sicilia. Il fine giustifica i mezzi. La Pubblica Sicurezza in Palermo. Monreale. Le grotte sepolcrali. Carlo Cottone Principe di Castelnuovo. Vincenzo Florio. Giovanni Meli, Vincenzo Bellini. Voti.
- III. - Napoli. Pericoli temuti dall'Annessione. Previsioni fallaci dei politicanti. Napoli si preparava al riscatto. Notevoli progressi e miglioramenti della città. Un grammatico e i monelli delle vie. Il Municipio. L'albergo dei poveri. L'Istruzione popolare. La cassa di risparmio. La società nazionale di industrie meccaniche. Lo stabilimento di Pietrarsa. Un nuovo ospedale clinico. Enrico Galante. Gaspare Ragozzino. Domenico Morelli.
- IV. - Roma. Ieri ed oggi. La chiesa di sant'Onofrio. Luigi Rossini. Giovacchino Rossini.
- V. - Terni e Perugia. Mendicanti. I vetturali di Terni. La cascata del Velino. Una lezione ad un professore. Progetti. Il diboscamento. Giuseppe Fonsoli. Lorenzo Massimi. Domenico Bruschi.
- VI. - Firenze, Siena, Livorno, Pisa, Lucca. Foscolo e Byron. Galileo e Redi. Un brano delle Memorie del Goldoni. La festa di Fiesole. Pietro Thouar. Fonte Branda. Gl'intagliatori senesi. Giovanni Duprè. Pietro Giusti. Lorenzo Ilari. Pasquale Franci. Ricordi e biografie del signor Francesco Pera. Ernesto Rossi. Giuseppe Orosi. Salvatore Marchi.
- VII. - Bologna. Rimembranze. Antonio Alessandrini. Agostino Codazzi. Pietro e Paolo Lollini. Fornasini. Giovanni Stagni. Silvestro Camerini
- VIII. - Modena e Reggio. La Colonia italiana a Lione: Stefano Pittaluga, Ceresole, Osio, Cesano, Martorelli, Pavia, I. Vitta, Vittorio Deyme, Ottavio Maffei, Oleto Tassinari, Lazzaro Mangini, Michele Trono, Daniele Giovanni Ceschino, Giuseppe Vercellio Mino, Lorenzo Marchetti, Giacomo De Regis, De Paoli, Buso, Antonio De Dominici, Francia, Traverselle, Francesco Tamiotti, Isacco Casati, Gemignano Luppi, Sebastiano Torre, Giuseppe Luigini, Lorenzo Giavelli, Antonio Panizzi, Carlo Zucchi
- IX. - Parma. Giuseppe Verdi.
- X. - Venezia. I morti d'Inghilterra. Inglesi moderni e Veneziani antichi. Giuseppe Antonelli. Lorenzo Radi e Antonio Salviati. Pini-Bey.
- XI. - Milano. I Promessi Sposi. Lavori intellettuali in Milano. Il Museo Civico. Ambrogio Binda. Giulio Richard. Andrea Gregorini.
- XII. - Canton Ticino. Meriti dei Ticinesi. Migrazioni. Vincenzo Vela. Gaspare Fossati. Domenico Giudicelli.
- XIII. - Genova. Due Conti. Genova in poesia. Genova in realtà. Giuseppe Canevaro. Gerolamo Boccardo. Nicolò Paganini. Camillo Sivori. Giuseppe Garibaldi.
- XIV. - Torino. Un lembo di Siberia. La sacra fiamma. L'avvenire. Michele Coppino. Giuseppe Castelli. Bernardo Mosca. Moncalvo (Gabriele Capello). Giuseppe Pomba. Pietro Sella e i Biellesi. Giovanni Antonio Rayneri. Michele Amatore. Conclusione.

L'intento dell'autore era essenzialmente quello di illustrare le biografie di italiani suoi contemporanei, che avevano raggiunto il successo nel campo della scienza, dell'arte o dell'industria, i quali avevano saputo superare le avversità iniziali. I personaggi esemplari erano inquadrati nella descrizione della terra di origine  di cui erano rappresentati anche i problemi e i progressi di ciascuna di esse dal momento dell'ingresso nel nuovo stato unitario. Le biografie riguardano quasi esclusivamente il periodo difficile degli inizi, quello della lotta contro le avversità. Lessona spingeva inoltre affinché si combattesse l'analfabetismo e si permettesse alle donne di ottenere le stesse opportunità degli uomini:
(Michele Lessona, Volere è potere, Cap. I)